# Aaron Fara
Aaron Fara (* 21. Juni 1997 in Wiener Neustadt) ist ein ehemaliger österreichischer Judoka. Er trägt den Sandan.

## Judo-Laufbahn
Faras Heimatgemeinde ist Bad Erlach, sein Heimatverein ist der JC Wimpassing. 2015 wechselte er zu den Galaxy Judo Tigers nach Perchtoldsdorf. Fara schloss eine Lehre als Masseur ab und besuchte in Wien die Berufsschule für Haar- und Körperpflege.
2017 ging er zum JC Wimpassing zurück. Im September 2016 gewann er in Málaga den Europameistertitel der Junioren.
Er sammelte 1521 Punkte in der Olympia-Rangliste des Weltverbandes IJF, belegte damit den 45. Platz und qualifizierte sich damit nicht für die Sommerspiele in Tokyo.

### Qualifikation für die Olympischen Spiele 2024
Im Oktober 2021 wurde er im Erwachsenenbereich erstmals Staatsmeister in der Gewichtsklasse bis 100 Kilogramm, nachdem er im Juniorenalter dreimal österreichischer Meister gewesen war. Seine erste Medaille bei einer Veranstaltung der Judowelttour holte Fara im Oktober 2018, als er in Cancún (Mexiko) Dritter des Grand-Prix-Turniers wurde.
2023 wurde er Anfang März beim Grand Slam in Taschkent Zweiter, knapp einen Monat später gelang ihm beim Grand Slam in Antalya sein erster Turniersieg bei einer Veranstaltung der Welttour. Beim Grand Prix 2024 in Linz fügte er sich eine Meniskusverletzung zu.

### Olympische Spiele 2024
Er nahm an den Olympischen Spielen 2024 sowohl in der Gewichtsklasse -100 kg als auch im Mixed-Bewerb (zusammen mit Katharina Tanzer, Lubjana Piovesana, Michaela Polleres, Samuel Gaßner und Wachid Borchashvili) teil. Im Einzelbewerb musste er sich in der ersten Runde dem amtierenden Olympiasieger Aaron Wolf aus Japan geschlagen geben. Die erste Begegnung im Mixed-Bewerb verlor Fara mit Österreich gegen Deutschland mit 1:4 und belegte den neunten Platz.
Im Jänner 2025 gab er das Ende seiner Judo-Laufbahn bekannt.

## Mannschaftsmeisterschaft

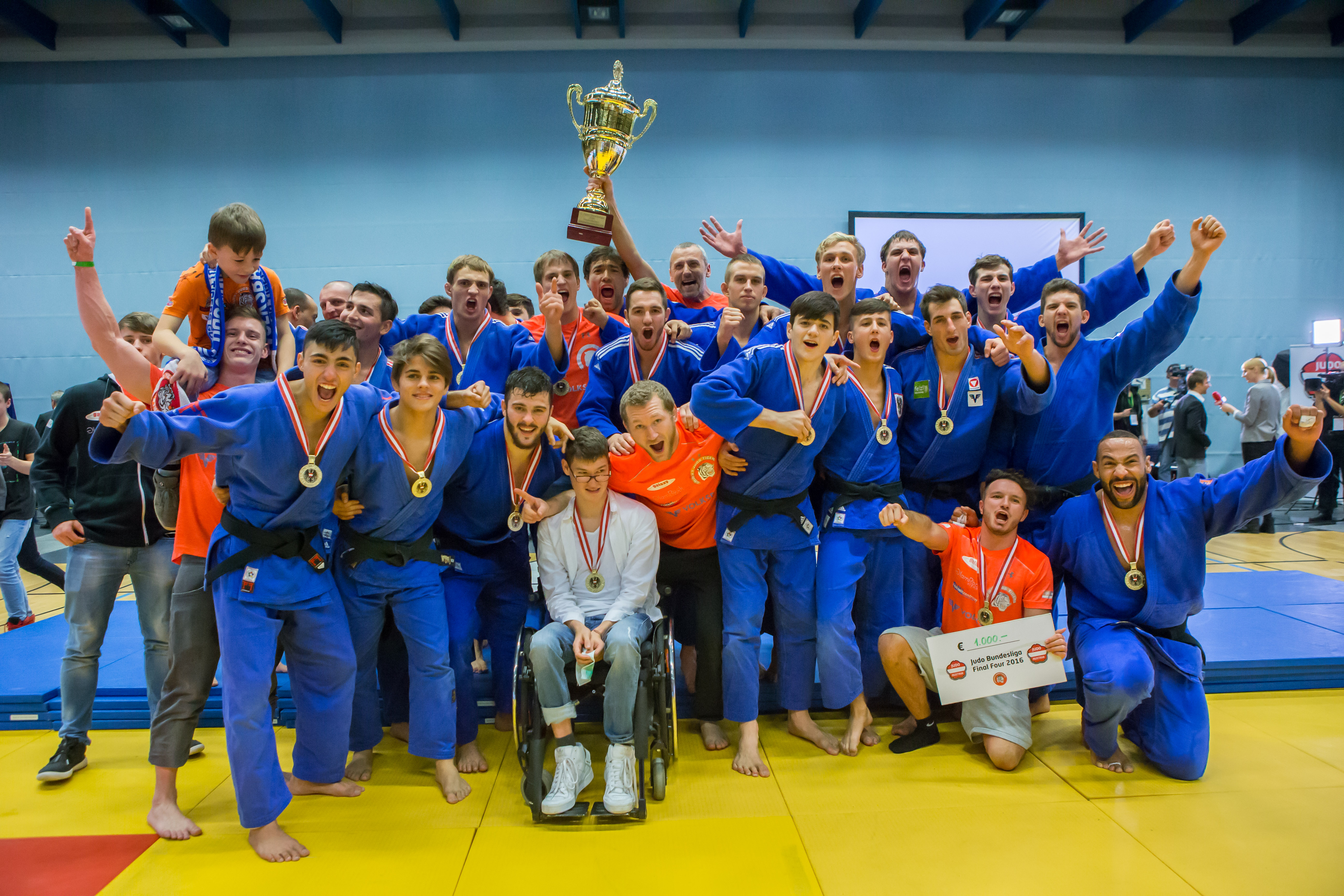
Galaxy Tigers gewinnen die Erste Judo Bundesliga 2016

Das erste Mal kämpfte Fara in der Ersten Judo-Bundesliga im Jahr 2016 für den Verein Galaxy Judo Tigers. Die Mannschaft belegte den ersten Platz. Nach dem erneuten Ausstieg des JC Wimpassing aus der ersten Judo-Bundesliga kämpfte Fara im Jahr 2023 als Legionär für das LZ Wels.

## Auszeichnungen
- 2013 legte er die Prüfung zum 1. Dan ab[19]
- Österreichs männlicher Judoka des Jahres 2023[20]
- Für seine Teilnahme bei den Olympischen Spielen wurde ihm vom Österreichischen Judoverband der dritte Dan verliehen[21]